# Hermandad de la Santa Cruz (Vivero)
La Hermandad de mujeres de la Santa Cruz es una de las ocho cofradías que existen, en la Semana Santa de Vivero.

## Historia
La Ilustre cofradía del Rosario y la Venerable Orden Tercera, compartieron durante más de dos siglos la organización de los desfiles procesionales de la Semana Santa vivariense, hasta que, a partir del año 1944, se incorporó la Cofradía del Santísimo Cristo de la Piedad.
Además de aportar nuevos pasos, la Cofradía de la Piedad también realizó un importante esfuerzo publicitario, enviando carteles de anuncio por toda Galicia. En el año 1947 promovió la primera revista sobre la Semana Santa vivariense, titulada «Pregón». Esta intensa publicidad sirvió para atraer no solo a visitantes desde Galicia y Asturias, sino también para atraer a vivarienses en la emigración y a personas que elegían Vivero como destino para sus vacaciones de Semana Santa.
De la Piedad surgirían diversas filiales. La primera en el año 1947 con la Hermandad del Prendimiento, seguida en 1951 por la Hermandad de Las Siete Palabras y finalmente, en 1953, la Hermandad de la Santa Cruz, estando esta última compuesta únicamente por mujeres.

## Procesiones
Durante la Cofradía del Santísimo Cristo de la Piedad, se encarga de sacar las siguientes procesiones:
- Procesión de la Pasión (Viernes Santo)
- Procesión de la Esperanza de la Resurrección (Sábado Santo)

## Estandarte
El estandarte de la Hermandad de la Santa Cruz fue confeccionado por las monjas Concepcionistas de Vivero y data del año 1953. Su tejido es de terciopelo granate, con grandes bordados en hilo dorado. El motivo central aparece enmarcado por una orla vegetal, en el que aparece dispuesto, situado sobre una base rocosa la Santa Cruz con la Sábana Santa colgada de sus brazos. Alrededor de la misma, diferentes líneas radiales imitan destellos. Bajo el emblema principal se ubican los símbolos de la Pasión de Cristo: los clavos, rodeados por la Corona de Espinas. En el reverso del estandarte, aparece bordada igualmente en hilo dorado la inscripción «Hermandad de la Santa Cruz» así como la fecha de confección en números romanos.

### Cofradías de la Semana Santa Vivariense similares
- Venerable Orden Tercera Franciscana.
- Ilustre y Venerable Cofradía del Santísimo Rosario.
- Cofradía del Santísimo Cristo de la Piedad.
- Hermandad del Prendimiento.
- Hermandad de las Siete Palabras.
- Hermandad de la Santa Cruz.
- Cofradía de O Nazareno dos de Fóra.
- Cofradía de la Misericordia.